# Alan Herries Wilson
Alan Herries Wilson, meist A. H. Wilson zitiert, (* 2. Juli 1906 in Wallasey, Cheshire; † 30. September 1995) war ein britischer theoretischer Festkörperphysiker und Manager.
Wilson studierte an der Universität Cambridge Mathematik mit dem Bachelor-Abschluss 1926 und befasste sich dort unter Ralph Howard Fowler mit Quantenmechanik. Anschließend war er bei Werner Heisenberg in Leipzig, wo er sich mit der Quantenmechanik von Elektronen in Festkörpern befasste. Seine Pionierarbeiten zum Bändermodell, in denen er das unterschiedliche Verhalten von Metallen, Halbleitern und Isolatoren erklärte, erschienen ab 1931. 1932 erhielt er den Adams-Preis. Er veröffentlichte zwei Bücher über theoretische Festkörperphysik in den 1930er Jahren (The theory of metals entstand aus dem Adams Prize Essay), wandte sich dann aber der Kernphysik und kosmischer Strahlung zu. Im Zweiten Weltkrieg arbeitete er an Funk-Kommunikation für die SOE und im britischen Atombombenprojekt (Tube Alloy Project). Nach dem Krieg ging er in die Industrie zur Textil- und Chemiefirma Courtaulds, wo er die Forschung über synthetische Fasern leitete. 1963 bis zum Ruhestand 1973 war er Vorstand der Pharmafirma Glaxo.
1942 wurde er Fellow der Royal Society. 1961 wurde er geadelt.

## Schriften
- The electrical properties of semi-conductors and insulators, Paris: Hermann 1934
- The theory of metals, Cambridge University Press 1936, 2. Auflage 1953
- Semi-conductors and metals: an introduction to the electron theory of metals, Cambridge University Press 1939
- Thermodynamics and Statistical Mechanics, Cambridge University Press 1957, 1966